# 그러먼 F6F 헬캣
그러먼 F6F 핼캣(Grumman F6F Hellcat)은 제2차 세계 대전 당시 미국의 함재기용 전투기이다. 초기 그러먼 F4F 와일드캣을 대체하고 일본 제국의 제로센에 대응하기 위해 제작되었다. 핼캣은 보우트 F4U 콜세어보다 느렸지만 콜세어는 항모 착륙에 여러 가지 문제를 안고 있었기 때문에 대신하여 핼캣이 태평양 전쟁 후반기 미국 해군의 주력기가 되었다.
핼캣의 엔진은 콜세어와 같이 2천 마력의 프렛 앤 휘트니 R-2800 더블 와스프로 이중으로 된 성형 엔진이었다. 이 엔진은 미국 육군 항공대의 퍼블릭 P-47 선더볼트에도 쓰였다. F6F 헬캣은 완전히 새롭게 설계된 것이었지만 여러 면에서 F4F 와일드캣과 유사한 점이 있었다. 이때문에 일부 군사평론가들은 핼캣을 "덩치 큰 와일드캣"이라고 평하기도 하였다.
F6F 핼캣은 1943년 9월 실전 배치되었고 곧바로 여러 전투에서 제로센을 압도하는 큰 활약을 보여 잘 만들어진 함재기라는 명성을 얻었다. 실전 배치된 후 2년 동안 총 12,275 대가 생산되었다. 핼켓은 미국 해군과 미국 해병대, 그리고 영국 왕립해군의 영국 해군 항공대에 배치되었으며, 2차 대전 동안 격추한 적기는 모두 5,223 대이다. 이는 2차 대전 동안 연합군의 다른 모든 전투기의 전과를 합친 것보다 많은 수이다. 2차 대전 이후 핼켓은 대부분 퇴역하였지만 일부는 야간 전투기 로 개조되어 1954년까지 쓰였다. 그러다 헬캣이 남아돌다 보니 헬캣을 표적용 무인기로 개조해 쓰기도 하였다.

## 개발

### XF6F

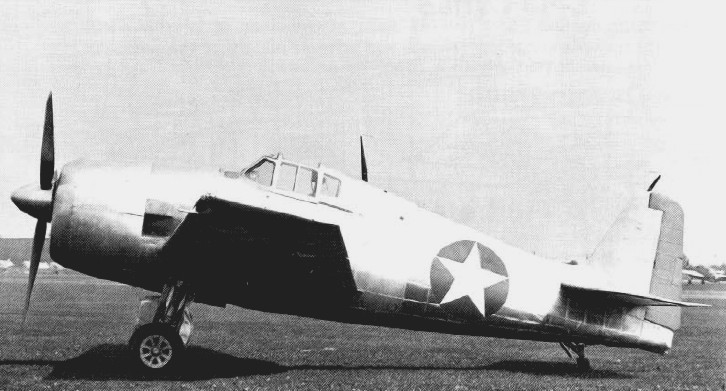
첫 비행을 하고 있는 XF6F-1. 아직 도장을 입히지 않은 상태.

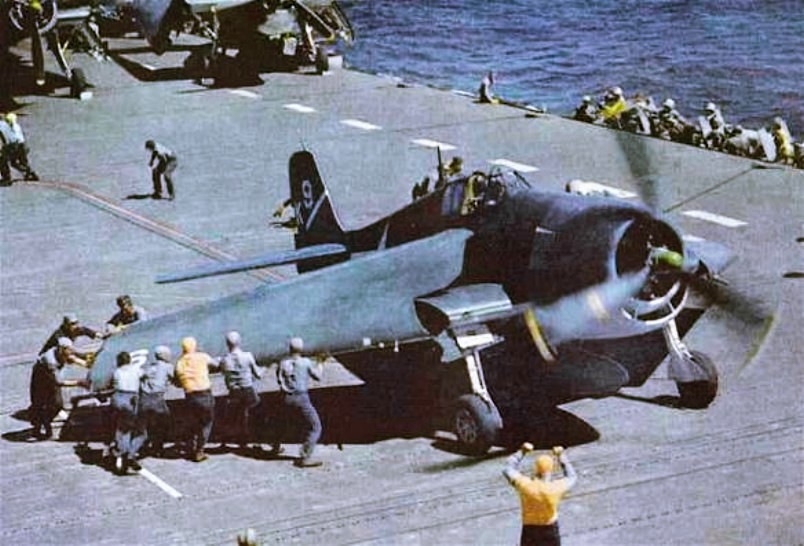
USS 요크타운 선상에서 이륙을 위해 접혔던 날개를 펴고 있는 F6F-3

그러먼이 제작한 F4F 와일드캣은 1938년 이래 순조롭게 생산되고 있었다. 1941년 6월 30일 그루먼은 차세대 전투기 XF6F-1의 개발 계약을 채결하였다. 개발될 전투기는 애초에 라이트 R-2600 트윈 사이클론 엔진을 장착하기로 되어 있었다. 이 엔진은 14 개의 실린더가 달린 1,700 마력의 성형 엔진으로 당시 함께 개발되고 있던 TBF 어벤저에도 적용될 예정이었고 3장의 블레이드로 된 커티스 일렉트릭스 사의 프로펠러가 장착되었다. 착륙 장치는 와일드캣의 경우 수동으로 조작하는 방식이라 조종사들에게 이 점은 욕을 좀 먹었지만 그것과 다르게 헬켓은 유압과 수동을 모두 쓸 수 있도록 설계되었다. 헬켓의 착륙 장치는 날개에 수납될 때 90도 회전하여 바퀴가 완전히 날개 안으로 들어가도록 되어 있다. 주익은 동체 하부에 연결되어 있으며 항공모함 탑재시 공간 절약을 위해 접히도록 설계되었다.
1942년 초 러로이 그러먼은 수석 설계자 재크 스위불과 함께 미국 해군 항공대로 가서 개발이 거의 완료되었다고 보고하였고 와일드캣 비행 경혐이 있는 시험 조종사의 선발을 요청했다. 신규 개발 전투기의 목표는 아시아-태평양 전구에서 제로센에 대응하는 것이었다. 1942년 4월 22일 미국 해군 항공대의 에이스였던 에드워드 오헤어 소령이 F4F 와일드캣이 일본의 제로센과 공중전을 벌일 때 문제가 되었던 여러 사항을 그러먼의 기술자들에게 설명하였다. 오헤어는 혼자서 9대의 중폭격기를 격추시킨 공로로 프랭클린 D. 루즈벨트 대통령에게 명예 훈장을 받는 자리에서 보다 빠르고 높이 날 수 있는 전투기가 필요하다고 요청한 바 있다. 또한 해군은 실전 경험을 바탕으로 시야 확보의 중요성을 절감하고 있었고 헬캣의 조종석을 되도록 높여달라고 요구하였다. 여기에 덧붙여 조종석 앞 부분의 엔진 덮개를 경사지도록 만들어서 전방 시야를 확보하였다.

### 엔진 교체와 실전 배치
1942년 4월 26일 미국 해군 항공대는 기존 와일드캣과 제로센의 공중전 데이터를 분석하고 새 전투기에 보다 강력한 엔진을 장착하도록 그러먼에게 요구하였다. 그리하여 헬캣의 엔진은 18개의 실린더로 구성된 프랫 앤 휘트니 R-2800 더블 와스프로 교체되었다. 이 엔진은 1940년부터 이미 보우트 F4U 콜세어에 장착되어 사용되고 있었기 때문에 시제기 XF6F-1은 이 엔진을 장착한 두번째 기종이 되었다. 그러먼은 XF6F-1의 시험 비행 결과를 참조하여 동체를 강화하고 속도를 25% 이상 향상시킨 XF6F-3 시제기를 제작하였다. 기존의 R-2600 엔진을 장착한 XF6F-1(고유번호 02981)의 첫 비행은 1942년 6월 26일에 있었고, R-2800 엔진을 장착한 XF6F-3(고유번호 02982)의 첫 비행은 1942년 7월 30일에 이루어졌다. 실전 배치용 F6F-3는 R-2800-10 엔진을 장착하고 1942년 10월 3일 첫 비행을 하였다. 이 기체는 1943년 2월 VF-9의 인도 아래 USS 에식스 (CV-9)에 착함하여 배치되었다.

## 같이 보기
- 그러먼 F4F 와일드캣
- 그루먼 F8F 베어캣
- 포케불프 Fw 190
- 가와니시 N1K
- 5식 전투기
- 미쓰비시 A7M
- 4식 전투기
- 보우트 F4U 콜세어

## 참고 문헌
- Anderton, David A. Hellcat. London: Jane's Publishing Company Ltd., 1981. ISBN 0-7106-0036-4.
- Barber, S.B. Naval Aviation Combat Statistics: World War II, OPNAV-P-23V No. A129. Washington, D.C.: Air Branch, Office of Naval Intelligence, 1946.
- Bridgman, Leonard, ed. "The Grumman Hellcat." Jane’s Fighting Aircraft of World War II. London: Studio, 1946. ISBN 1-85170-493-0.
- Brown, Eric, CBE, DCS, AFC, RN., William Green and Gordon Swanborough. "Grumman Hellcat". Wings of the Navy, Flying Allied Carrier Aircraft of World War Two. London: Jane's Publishing Company, 1980, pp. 167–176. ISBN 0-7106-0002-X.
- Dann, Lcdr. Richard S., USNR. F6F Hellcat Walk Around. Carrollton, Texas: Squadron/Signal Publications Inc., 1996. ISBN 0-89747-362-0.
- Dean, Francis H. America's Hundred Thousand. Atglen, Pennsylvania: Schiffer Publishing Ltd., 1997. ISBN 0-7643-0072-5.
- Donald, David, ed. American Warplanes of World War II. London: Aerospace Publishing, 1995. ISBN 1-874023-72-7.
- Drendel, Lou. "Grumman F6F Hellcat". U.S. Navy Carrier Fighters of World War II. Carrollton, Texas: Squadron/Signal Publications Inc., 1987, pp. 45–68. ISBN 0-89747-194-6.
- Ewing, Steve. Reaper Leader: The Life of Jimmy Flatley. Annapolis, Maryland: Naval Institute Press, 2002. ISBN 1-55750-205-6.
- Ewing, Steve. Thach Weave: The Life of Jimmie Thach. Annapolis, Maryland: Naval Institute Press, 2004.ISBN 1-59114-248-2.
- Ewing, Steve and John B. Lundstrom. Fateful Rendezvous: The Life of Butch O'Hare. Annapolis, Maryland: Bluejacket Books, (Naval Institute Press), 2004. ISBN 1-59114-249-0.
- Faltum, Andrew. The Essex Aircraft Carriers. Baltimore, Maryland: The Nautical & Aviation Publishing Company of America, 1996. ISBN 1-877853-26-7.
- Ferguson, Robert G. "One Thousand Planes a Day: Ford, Grumman, General Motors and the Arsenal of Democracy."History and Technology, Volume 21, Issue 2, 2005.
- Francillon, Réne J. Grumman Aircraft Since 1929. Annapolis, Maryland: Naval Institute Press, 1989. ISBN 0-87021-246-X.
- Graff, Cory. F6F Hellcat at War (The At War Series). Minneapolis, Minneapolis: Zenith Press, 2009. ISBN 978-0-7603-3306-8.
- Green, William. Famous Fighters of the Second World War. Garden City, New York: Doubleday & Company, 1975.ISBN 0-385-12395-7.
- Green, William and Gordon Swanborough. "Grumman F6F Hellcat". WW2 Fact Files: US Navy and Marine Corps Fighters. London: Macdonald and Jane's Publishers Ltd., 1976, pp. 47–56. ISBN 0-356-08222-9.
- Gunston, Bill. Grumman: Sixty Years of Excellence. London: Orion Books, 1988. ISBN 1-55750-991-3.
- Hill, Richard M. Grumman F6F-3/5 Hellcat in USN-USMC-FAA-Aeronavale & Uruguayan Service. Reading, Berkshire, UK: Osprey Publications Ltd., 1971. ISBN 0-85045-023-3.
- Jackson, Robert. Air War Korea 1950–1953. Shrewsbury, UK: Airlife Publishing, 1998. ISBN 1-85310-880-4.
- Jarski, Adam and Waldemar Pajdosz. F6F Hellcat (Monografie Lotnicze 15) (in Polish). Gdańsk, Poland: AJ-Press, 1994. ISBN 83-86208-05-8.
- Jarski, Adam and Waldemar Pajdosz. F6F Hellcat (Aircraft Monograph 20). Gdańsk, Poland: AJ-Press, 2007.
- Kinzey, Bert. F6F Hellcat in detail and scale (D&S Vol.26). Shrewsbury, UK: AirLife Publishing Ltd., 1987.ISBN 1-85310-603-8.
- Kinzey, Bert. F6F Hellcat in detail and scale: Revised edition (D&S Vol.49). Carrollton, Texas: Squadron/Signal Publications Inc., 1996. ISBN 1-888974-00-1.
- Kit, Mister and Jean-Pierre DeCock. F6F Hellcat (in French). Paris, France: Éditions Atlas s.a., 1981.
- Krist, Jan. Bojové Legendy: Grumman F6F Hellcat (in Czech). Prague, Czech Republic: Jan Vašut s.r.o., 2006. ISBN 80-7236-432-4.
- Mendenhall, Charles A. Wildcats & Hellcats: Gallant Grummans in World War II. St. Paul, Minnesota: Motorbooks International, 1984. ISBN 0-87938-177-9.
- Mondey, David. American Aircraft of World War II (Hamlyn Concise Guide). London: Bounty Books, 2006. ISBN 978-0-7537-1461-4.
- Norton, Bill. U.S. Experimental & Prototype Aircraft Projects: Fighters 1939–1945. North Branch, Minnesota: Specialty Press, 2008, pp. 80–85. ISBN 978-1-58007-109-3.
- O'Leary, Michael. United States Naval Fighters of World War II in Action. Poole, Dorset, UK: Blandford Press, 1980. ISBN 0-7137-0956-1.
- "OPNAV-P23V No. A129, 17 June 1946." Naval Aviation Combat Statistics World War II. Suitland, Maryland: Air Branch, Office of Naval Intelligence, Office of the Chief of Naval Operations, 1946.
- Spick, Mike. Fighter Pilot Tactics . The Techniques of Daylight Air Combat. Cambridge, UK: Patrick Stephens, 1983. ISBN 0-85059-617-3.
- Styling, Mark. Corsair Aces of World War 2 (Osprey Aircraft of the Aces No 8). London: Osprey Publishing, 1995. ISBN 1-85532-530-6.
- Sullivan, Jim. F6F Hellcat in action. Carrollton, Texas: Squadron/Signal Publications Inc., 1979. ISBN 0-89747-088-5.
- Taylor, John W. R. "Grumman F6F Hellcat." Combat Aircraft of the World from 1909 to the present. New York: G.P. Putnam's Sons, 1969. ISBN 0-425-03633-2.
- Thetford, Owen. British Naval Aircraft Since 1912, Fourth Edition. London: Putnam, 1994. ISBN 0-85177-861-5.
- Thomas, Geoff. US Navy Carrier Aircraft Colours: Units, Colours, Markings, and Operations during World War 2. New Malden, UK: Air Research Publications, 1989. ISBN 1-871187-03-6.
- Thruelsen, Richard. The Grumman Story. Westport, Connecticut: Praeger Publishers, 1976. ISBN 0-275-54260-2.
- Tillman, Barrett. Hellcat Aces of World War 2. London: Osprey Aerospace, 1996. ISBN 1-85532-596-9.
- Tillman, Barrett. Hellcat: The F6F in World War II. Annapolis, Maryland: Naval Institute Press, 1979. ISBN 0-87021-265-6.
- White, Graham. R-2800: Pratt & Whitney's Dependable Masterpiece. Warrendale, Pennsylvania: Society of Automotive Engineers Inc., 2001. ISBN 978-0-76800-272-0.
- Winchester, Jim, ed. "Grumman F6F Hellcat." Aircraft of World War II (Aviation Fact File). Rochester, UK: Grange Books plc, 2004. ISBN 1-84013-639-1.
- Zbiegniewski, Andre R. Grumman F6F Hellcat (Kagero Monografie No.10) (Bilingual Polish/English). Lublin, Poland: Kagero, 2004. ISBN 83-89088-49-5.